# Going Away
Going Away – trzeci, w pełni autorski, album grupy Kraków Street Band. Został wydany 15 czerwca 2018 przez JazzSound. Nominacja do Fryderyka 2019 w kategorii «Album Roku Blues / Country».

## Lista utworów
Opracowano na podstawie materiału źródłowego.
1. Going Away 03:45
2. The Wheels Are Spinning 04:30
3. Fluke 04:18
4. Sniffin’ for Love 04:06
5. Photograph 06:55
6. Delicate Matter 02:52
7. Underneath Your Smile 03:08
8. Happy Without You 03:32
9. The Catch 04:54
10. Sweet Certainty 05:34
11. The Morning 03:10

## Wykonawcy
- Łukasz Wiśniewski – wokal, ukulele
- Piotr Grząślewicz – bandżo
- Marcin Hilarowicz – gitara
- Tomasz Kruk – gitara dobro
- Miłosz Skwirut – kontrabas
- Adam Partyka – perkusja
- Wojciech Szela – trąbka
- Tomasz Drabik – saksofon
- Piotr Żelasko – puzon